# Artus Gouffier de Boisy

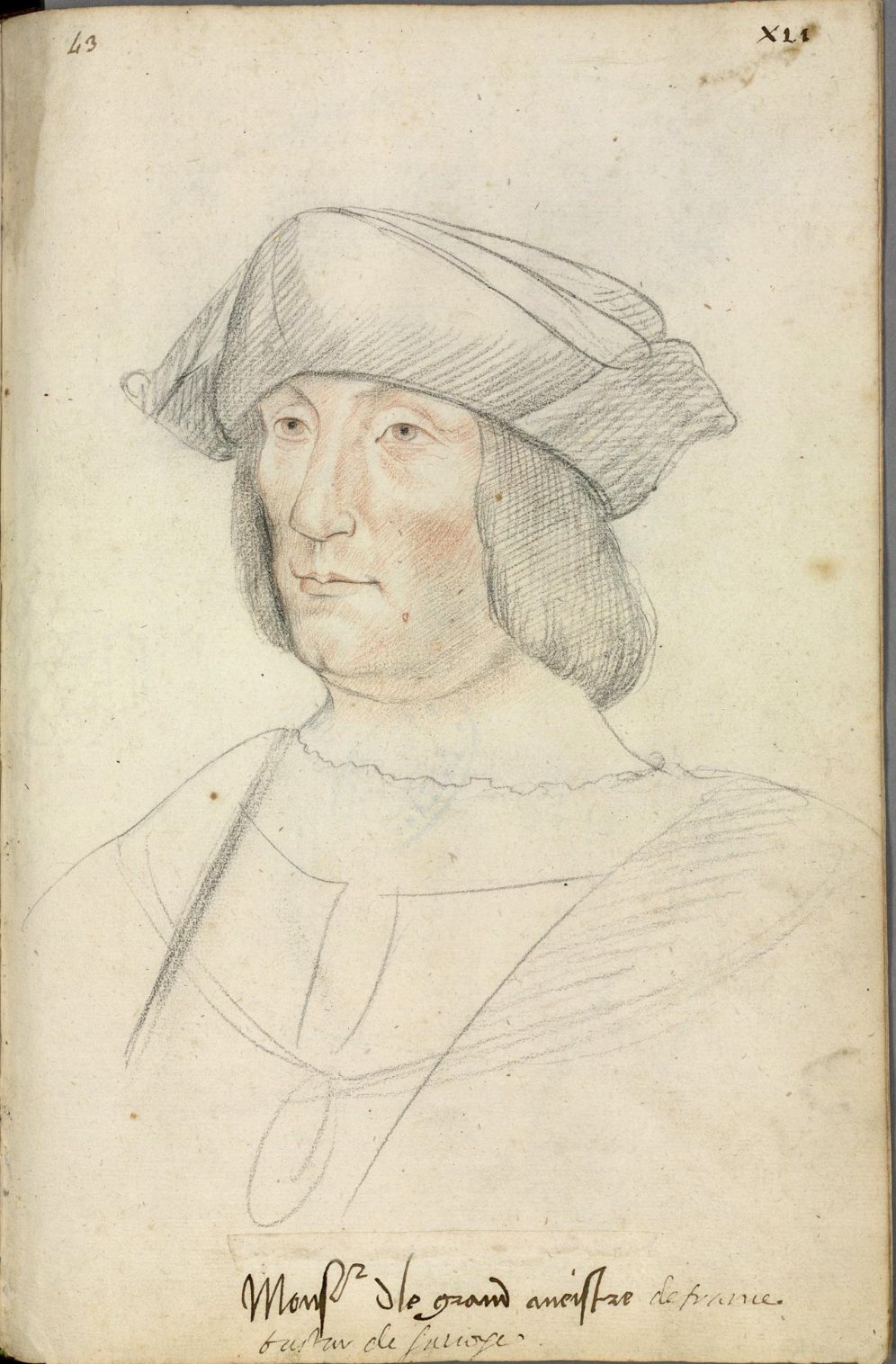
Anoniem potloodportret

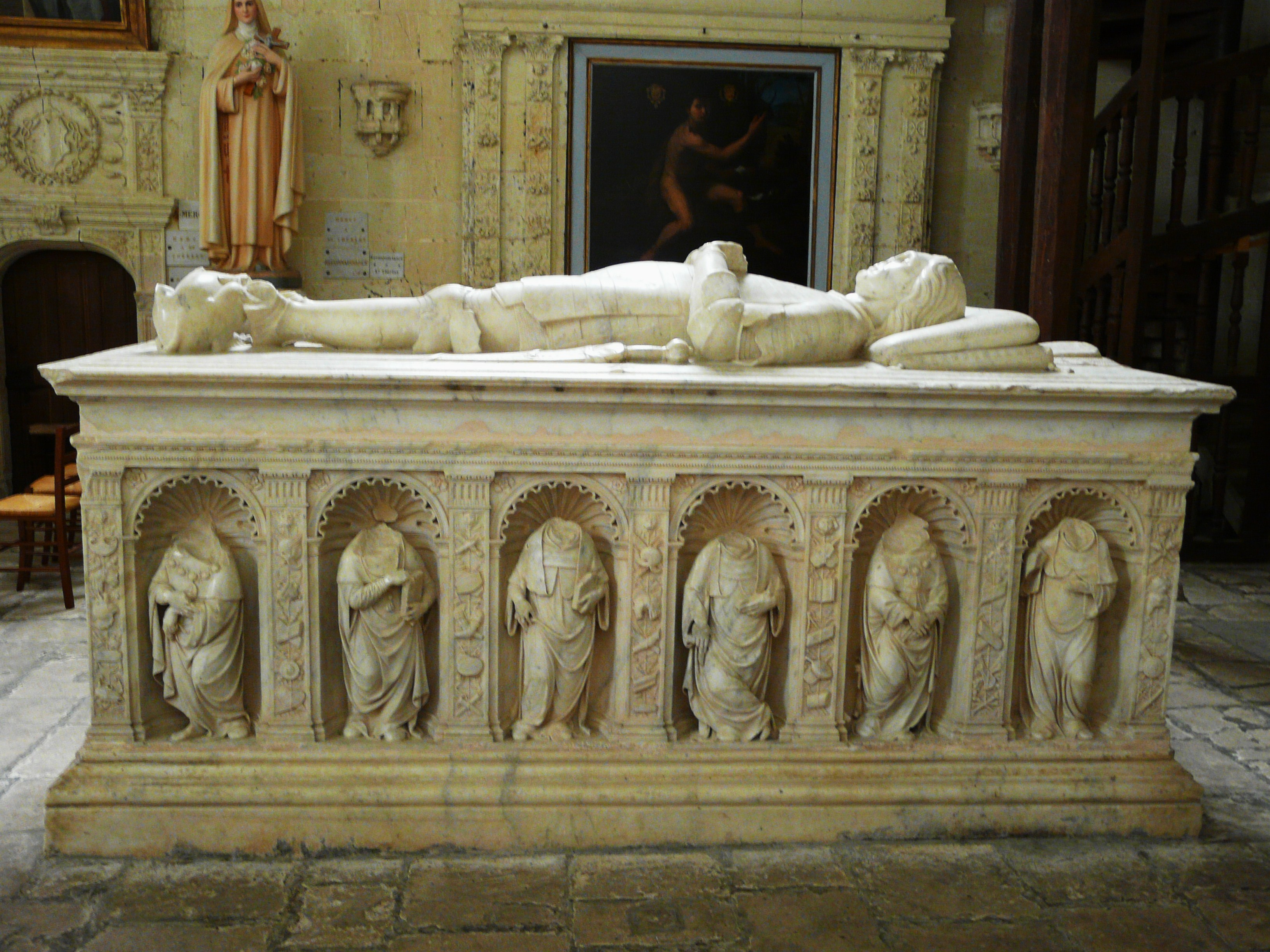
Praalgraf in de kapittelkerk van Oiron

Artus Gouffier de Boisy (Boisy, 6 september 1474 – Montpellier, 13 mei 1519) was een Frans edelman en staatsman. Hij was de voornaamste raadgever van koning Frans I en werd Grootmeester van Frankrijk (1515-1519). Hoewel hij mee de Italiaanse Oorlogen aanstuurde, voerde hij vooral een vredespolitiek. In 1515 onderhandelde hij mee het Verdrag van Noyon met het Bourgondische rijk en in 1519 maakte zijn plotse dood een einde aan de vredesconferentie in Montpellier. Kort voordien was hij tot hertog van Roannais en pair van Frankrijk verheven, nadat hij eerder al graaf van Étampes was geworden.

## Leven
Artus was de oudste zoon van Guillaume Gouffier en Philippine de Montmorency. Hij werd geboren op het stamslot van Saint-Martin-de-Boisy, een heerlijkheid die zijn vader bezat naast verschillende andere. Guillaume Gouffier had onder koning Karel VII carrière gemaakt als kroonambtenaar. Behalve zijn opvolger Artus had hij een andere zoon, Guillaume Gouffier de Bonnivet, die admiraal werd.
Artus werd als page opgevoed aan het hof van Karel VIII. Hij nam deel aan de campagne naar Napels en erfde in 1495 de landgoederen van zijn vader, waaronder het graafschap Maulévrie. In 1499 nam hij onder Lodewijk XII deel aan de verovering van Milaan.
Hij trouwde in 1500 met Hélène de Hangest († 1537). Door haar namen zijn bezittingen toe. Hij was baljuw van Vermandois vanaf 1503, wat hij in 1512 opgaf om baljuw van Valois te worden. Vanaf 1512 was hij koninklijk kamerheer en vanaf 1514 kasteel- en stadsgouverneur van Chinon.
Hij werd de preceptor en eerste kamerheer van de jonge Frans I. Deze benoemde hem in 1515 tot Grootmeester van Frankrijk, de hoogste functie van zijn huishouden. Naast de ceremoniële functies had hij aanzienlijke politieke invloed en was hij verantwoordelijk voor Italië en voor het huwelijksbeleid. 
In 1515 vergezelde hij Frans I op diens veldtocht in Italië. Gedurende deze tijd was hij een van de belangrijkste adviseurs van de koning. Hij nam deel aan de slag bij Marignano, die leidde tot de verovering van Milaan en omgeving. De koning bedankte hem delen van het veroverde gebied, waaronder het tot graafschap verheven Caravaggio. Andere schenkingen verkocht Gouffier om met de opbrengst te investeren in onroerend goed in Frankrijk. Door een koop op lijfrente verwierf hij in 1515 de rechten op Roanne van de hertogin van Bourbon hij kreeg ook het graafschap Étampes. In 1516 werd hij benoemd tot gouverneur van de Dauphiné. Als een van de eersten buiten de koninklijke familie werd hij kort voor zijn dood tot pair van Frankrijk gemaakt. Helaas trad dit niet in voege omdat hij niet de tijd had een en ander bij het parlement te registreren.
Hij was betrokken bij tal van diplomatieke missies in dienst van Frans I. Hij leidde de Franse delegatie die in 1516 het Verdrag van Noyon sloot en in 1518 het Verdrag van Cambrai. Daarbij werkte hij in goede verstandhouding met Willem II van Croÿ, de francofiele hoofdonderhandelaar van koning Karel I van Spanje. De resterende moeilijkheden, in het bijzonder over de status van het koninkrijk Navarra, moesten in Montpellier worden opgelost, maar Gouffier stierf er onverwachts in 1519. De afgebroken conferentie bleek achteraf het einde van de Franse vredespolitiek.

## Kasteel
Als rijke edelman was Gouffier een patroon van kunst en literatuur. Hij bouwde het renaissancekasteel van Oiron, waarvan alleen de linkervleugel overeind stond bij zijn dood.